# Прнек
Прнек (словен. Prnek) — поселення в общині Рогашка Слатина, Савинський регіон, Словенія. Висота над рівнем моря: 350,5 м.